# Newsoms (Virginia)
Newsoms es un pueblo situado en el condado de Southampton, Virginia  (Estados Unidos). Según el censo de 2010 tenía una población de 321 habitantes.

## Demografía
Según el censo del 2000, Newsoms tenía 282 habitantes, 124 viviendas, y 77 familias. La densidad de población era de 217,8 habitantes por km².
De las 124 viviendas en un 25,8%  vivían niños de menos de 18 años, en un 43,5%  vivían parejas casadas, en un 16,1% mujeres solteras, y en un 37,1% no eran unidades familiares. En el 33,1% de las viviendas  vivían personas solas el 24,2% de las cuales correspondía a personas de 65 años o más que vivían solas. El número medio de personas viviendo en cada vivienda era de 2,27 y el número medio de personas que vivían en cada familia era de 2,9.
Por edades la población se repartía de la siguiente manera: un 20,6% tenía menos de 18 años, un 7,8% entre 18 y 24, un 27,3% entre 25 y 44, un 23% de 45 a 60 y un 21,3% 65 años o más.
La edad media era de 42 años.  Por cada 100 mujeres de 18 o más años  había 79,2 hombres.
La renta media por vivienda era de 26.250$ y la renta media por familia de 40.000$. Los hombres tenían una renta media de 28.125$ mientras que las mujeres 18.125$. La renta per cápita de la población era de 16.633$. En torno al 9,7% de las familias y el 12,9% de la población estaban por debajo del umbral de pobreza.

## Localidades adyacentes
El siguiente diagrama muestra a las localidades más próximas a Newsoms.